# Mont du Lac à Moïse
Pour les articles homonymes, voir Moïse.
Le mont du Lac à Moïse est une montagne du massif du Lac Jacques-Cartier (chaîne des Laurentides) située au sein du parc national des Grands-Jardins, dans le territoire non organisé de Lac-Pikauba, dans la municipalité régionale de comté de Charleboix, dans la région administrative de la Capitale-Nationale, au Québec, au Canada. Elle culmine à 960 mètres.
Le secteur de ce mont est surtout desservi par la route forestière route 381 qui passe dans la vallée longeant la montagne du côté nord-est.

## Toponymie
La montagne est désignée d'après le lac qui se trouve à son sommet. La mention de « mont du Lac à Moïse » apparaît pour la première fois en 1931 dans un texte de Jacques Rousseau. En 1945, Damase Potvin lui préfère « montagne à Moïse » dans Thomas, Le dernier des coureurs de bois. « Montagne du Gros Bras » est également un nom utilisé. Le toponyme est officialisé le 8 août 1977 par la Commission de toponymie du Québec,.

## Géographie
Le sommet du Mont du Lac à Moïse est situé à :
- 0,8 km au sud-ouest de la route 381 ;
- 3,1 km à l'ouest du sommet du mont du Lac des Cygnes ;
- 3,3 km au nord du sommet du mont du Gros Ruisseau ;
- 10,3 km au sud d'une courbe de la rivière du Gouffre ;
- 27,5 km au nord-est du lac Malbaie lequel est traversé par la rivière Malbaie.

## Activités
Contrairement à son voisin, le mont du Lac des Cygnes, il n'existe pas de sentier permettant son ascension.